# Madrange (ruisseau)
Pour l’article homonyme, voir Madrange (homonymie).
La Madrange, qui porte également les noms de ruisseau de Madranges, et de  ruisseau des Monédières, est un ruisseau français du département de la Corrèze, affluent rive gauche de la Vézère et sous-affluent de la Dordogne. 

## Géographie
Selon le Sandre, la Madrange est un ruisseau unique alors que le Géoportail lui attribue, d'amont vers l'aval, trois noms : le ruisseau de Madranges, le ruisseau des Monédières, puis la Madrange.
Le ruisseau de Madranges prend sa source à près de 800 mètres d'altitude, à la limite des communes de Saint-Augustin et de Veix dans le Massif des Monédières, au col du Bos, en contrebas du Puy de la Monédière et du Suc au May.
Au sud du village de Madranges, il prend le nom de ruisseau des Monédières et, peu après, devient la Madrange.
La Madrange passe au nord du village de Chamboulive et rejoint la Vézère en rive gauche, à 310 mètres d'altitude, au lieu-dit Raboux, à environ deux kilomètres au nord du village de Pierrefitte.
L'ensemble ruisseau de Madranges-ruisseau des Monédières-Madrange est long de 21,2 kilomètres et son bassin versant s'étend sur 48 km2. En amont, leur parcours s'effectue sur le territoire du parc naturel régional de Millevaches en Limousin.

### Affluents
Parmi les cinq affluents de la Madrange répertoriés par le Sandre, le plus long avec 9,1 kilomètres est le ruisseau du Moulin Pommier en rive droite.

### Communes et cantons traversés
À l'intérieur du département de la Corrèze, la Madrange traverse six communes,, réparties sur trois cantons :
- Canton de Corrèze
  - Saint-Augustin (source)
- Canton de Treignac
  - Veix (source)
  - Madranges
  - Le Lonzac
- Canton de Seilhac
  - Chamboulive
  - Pierrefitte (confluent)